# Intermarché
Intermarché — сеть французских магазинов, основанная в 1969 году, входящая в группу Les Mousquetaires.

## История
Основанная в 1969 году под названием EX Offices de distribution, сеть получила название Intermarché в 1973 году.
9 июня 2009 года Les Mousquetaires объявили о распространении бренда Intermarché на все свои продуктовые дочерние предприятия, кроме Netto.
В 2017 году оборот сети составил 22,4 млрд евро. В 2019 году сеть Intermarché занимает 15 % доли розничного рынка во Франции.
В 2013 году у Intermarché было 1835 магазинов во Франции, 78 магазинов в Бельгии, 232 магазинов в Польше и 243 магазинов в Португалии.

## Бренды
Intermarché предлагает ряд собственных торговых марок:
- Chabrior (выпечка на мучной основе, например, хлеб, печенье, торты, пирожные)
- Paquito (фруктовые продукты, такие как соки, компоты и другое)
- Monique Ranou / Claude Léger (кейтеринг-еда)
- Paturages (молочные продукты)
- Saint Eloi (консервы)
- Look (безалкогольные напитки)
- Apta (чистящие средства)
- Elodie (продукты на основе сахара, такие как мармелад и конфеты).

## Écomarché
Сеть супермаркетов Écomarché была создана в 1969 году и развивалась в 1986 году. Ранее во Франции было 330 сельских магазинов. Они были похожи на Intermarché, но в основном в меньшем масштабе, чем большинство французских супермаркетов с торговой площадью от 400 до 1800 м². Целью сети Écomarché было компенсировать нехватку местных магазинов и сосредоточить внимание на обслуживании клиентов, внимании к продукту, качеству, выбору и окружающей среде.
С 2009 года сеть Écomarché стала двумя брендами Intermarché: Intermarché Contact, если она меньше 1500 квадратных метров, или Intermarché Super, если она больше. Другими магазинами Écomarché в городских районах стали Intermarché Express или Intermarché Super (если их площадь превышает 1500 кв. метров).
Магазины Écomarché можно найти в Бельгии, Португалии и Франции, которые стали называться Intermarché Contact или Express.